# Ashlee Savona
Ashlee Aliyah Savona (* 12. Dezember 1992 in Mississauga, Ontario) ist eine kanadische Fußballspielerin italienisch-guyanischer Herkunft.

## Leben
Savona wurde als Tochter eines Italo-Kanadiers und einer guyanesischen Mutter in Mississauga geboren. Sie besuchte von 2002 bis 2006 die St. Martin Secondary School und vom Herbst 2006 bis Frühjahr 2009 das renommierte Humber College in Toronto. Im Herbst 2010 begann sie ein Wirtschaftsstudium an der Northwestern State University of Louisiana.

## Fußballkarriere

### Verein
Savona startete ihre Karriere in der Jugend des Pickering Soccer Club. Anschließend spielte sie auf Seniorenebene im Alter von nur 15 Jahren für Ajax Storm, es folgte ein Jahr später ein Wechsel zu Oakville Redgales. Nach der Saison 2007 verließ sie Oakville und ging zu den Dixie Soccer Club, wo sie 2008 für die Dixie Blades spielte und 2009 für die Mississauga Gladiators. Im Frühjahr 2010 verließ sie Mississauga und ging nach St. Catharines, wo sie für den St. Catharines Jets Soccer Club unterschrieb. Seit ihrem Studium an der Northwestern State University spielt sie in deren Lady Demons Women Soccer Team. In den Semesterferien 2011 lief sie für den Erin Mills Soccer Club auf und konnte mit einem 6:0 im Finale gegen den Markham SC, den Ontario Cup gewinnen.

### Nationalmannschaft
Savona wurde erstmals 2008 für Guyana berufen und spielte ihr Debüt im Rahmen des Orange Classic in Florida. Im Oktober 2010 wurde sie für die Guyanische Fußballnationalmannschaft der Frauen für den CONCACAF Gold Cup nominiert. Sie lief bislang in neun FIFA A-Länderspielen und sechs FIFA U-20-Länderspielen für Guyana auf.

## Leichtathletikkarriere
Savona steht an der Northwestern State University auch im Leichtathletikteam und nahm an mehreren Langstrecken, Laufwettbewerben in der Halle und Stadion teil.